# Villaseca de Arciel
Villaseca de Arciel è un comune spagnolo di 42 abitanti situato nella comunità autonoma di Castiglia e León.